# Pseudosamanea cubana
Pseudosamanea cubana är en ärtväxtart som först beskrevs av Nathaniel Lord Britton och Joseph Nelson Rose, och fick sitt nu gällande namn av Rupert Charles Barneby och James Walter Grimes. Pseudosamanea cubana ingår i släktet Pseudosamanea och familjen ärtväxter. Inga underarter finns listade i Catalogue of Life.